# Five More Minutes
"Five More Minutes" é uma canção da banda americana Jonas Brothers. Foi lançada em 15 de maio de 2020 através da Republic Records. Foi escrita por Brittany M. Amaradio, Casey Smith, James Alan Ghaleb, Joe Jonas, Kevin Jonas, Nicholas Jonas e Zach Skelton, sendo produzida pelo último. A canção foi lançada simultaneamente com "X".

## Antecedentes
Durante a 62.ª cerimônia anual do Grammy Awards em 26 de janeiro de 2020, a banda abriu a apresentação com a música. Em 12 de maio de 2020, um dia após o anúncio do lançamento de "X", eles anunciaram o lançamento da música para 15 de maio de 2020. Os singles "Five More Minutes" e "X" foram apresentados no documentário da turnê chamada Happiness Continues: A Jonas Brothers Concert Film, lançado em abril de 2020. Durante uma entrevista ao Insider, Kevin Jonas disse: "Eu acho que 'Five More Minutes' é uma das minhas músicas favoritas neste trabalho que temos [...] Foi escrita em nosso campo de letras quando fomos como um grupo com todos os nossos amigos e é simplesmente fantástico".

## Recepção da crítica
Stephen Daw, da Billboard, disse que "Five More Minutes" é uma "balada amorosa harmoniosa, em que o trio implorou às respectivas esposas que 'me dessem mais cinco minutos com você'". Aletha legaspi, da Rolling Stone, disse que "Five More Minutes" lado mais suave da banda. O coro da balada anseia por mais tempo com um ente querido.

## Apresentações ao vivo
Eles cantaram o single ao vivo pela primeira vez em 26 de janeiro de 2020 na 62.ª cerimônia anual do Grammy Awards bem como a faixa lançada anteriormente chamada "What a Man Gotta Do".

## Desempenho nas tabelas musicas
| Tabela musical (2020)               | Melhor posição |
| ----------------------------------- | -------------- |
| Canadá (Digital Song Sales)         | 29             |
| Hungria (Single Top 40)             | 34             |
| Nova Zelândia Hot Singles (RMNZ)    | 20             |
| Estados Unidos (Digital Song Sales) | 14             |

## Históricos de lançamentos
| Região | Data               | Formatos                   | Gravadora | Ref.   |
| ------ | ------------------ | -------------------------- | --------- | ------ |
| Várias | 15 de maio de 2020 | Download digital streaming | Republic  | [ 15 ] |